# Брокки, Кристиан
Кристиа́н Бро́кки (итал. Cristian Brocchi; род. 30 января 1976[…], Милан) — итальянский футболист, полузащитник; тренер.

## Карьера

### Клубная
Воспитанник «Милана». В 1995 году был отдан в аренду «Про Сесто», клубу из Серии С1. За два сезона Брокки сыграл 57 матчей и забил 3 мяча. В сезоне 1999/2000 он был отдан в аренду «Лумедзане», где провёл отличный сезон. Несмотря на это, игрок оказался не нужен «Милану» и был продан в «Верону». В своём первом сезоне за этот клуб Брокки сыграл 32 матча и забил 6 голов. Во многом его хорошая игра помогла «Вероне» выйти в Серию А. Проведя в веронском клубе ещё один сезон, Брокки перешёл в «Интер» (Милан). Раскрыться в нём ему помешала травма, из-за которой Брокки пропустил половину сезона. В следующем сезоне он оказался в «Милане», в котором начинал свою карьеру. В «Милане» Брокки играл не более 15 матчей за сезон, причём в большинстве из них выходил на замену. Несмотря на это, он оставался в команде. В период с 2001 по 2005 год Брокки выиграл с «Миланом» Лигу чемпионов, Суперкубок УЕФА, чемпионат и Кубок Италии. В 2005 году Брокки был отдан в аренду «Фиорентине», но уже через полгода вернулся в «Милан», пострадавший от коррупционного скандала и испытывающий недостаток в футболистах. За два последующих сезона Брокки сыграл за «Милан» 53 матча, выиграв свою вторую Лигу чемпионов. Сезон 2008/09 начал в составе римского «Лацио». В 2013 году завершил карьеру.

### В сборной
Провёл один матч на международной арене, сыграв в матче сборных Италии и Турции в 2006 году.

### Тренерская
Закончив спортивную карьеру в 2013 году, возглавил молодёжный состав «Милана». 11 апреля 2016 года появляется официальная информация о назначении на пост главного тренера основного состава «Милана». 28 июня 2016 года Брокки был заменён на посту главного тренера «Милана», новым наставником стал Винченцо Монтелла.

## Достижения
Милан
- Чемпион Италии: 2004
- Обладатель Кубка Италии: 2003
- Обладатель Суперкубка Италии: 2004
- Победитель Лиги чемпионов: 2003, 2007
- Обладатель Суперкубка УЕФА: 2003, 2007
- Победитель Клубного чемпионата мира: 2007

Лацио
- Обладатель Кубка Италии: 2009, 2013
- Обладатель Суперкубка Италии: 2009